# Grande Prêmio da Bélgica de 2014
O Grande Prêmio da Bélgica de 2014 (formalmente 2014 Formula 1 Shell Belgian Grand Prix) foi uma corrida de Fórmula 1 disputada em 24 de agosto de 2014 no circuito de Spa-Francorchamps, Spa, Bélgica. Foi a 12ª etapa da temporada de 2014.
O treino classificatório foi disputado sob chuva em todas as sessões. A equipe Caterham substituiu Kamui Kobayashi por André Lotterer.

## Pneus
| Nome do composto | Cor     | Cor | Banda de rolamento | Condições de condução         | Dry Type*    | Aderência | Longevidade |
| ---------------- | ------- | --- | ------------------ | ----------------------------- | ------------ | --------- | ----------- |
| Macio            | Amarelo |     | Slick              | Seco                          | Prime/Option | Médio     | Médio       |
| Médio            | Branco  |     | Slick              | Seco                          | Prime/Option | Médio     | Médio       |
| Intermediário    | Verde   |     | Sulcos             | Molhado (água não estagnante) | x            | x         | x           |
| Chuva            | Azul    |     | Sulcos             | Molhado (água estagnante)     | x            | x         | x           |

## Resultados

### Treino Classificatório
| Pos.                     | Nu. | Piloto            | Construtor           | Q1       | Q2       | Q3       | Grid |
| ------------------------ | --- | ----------------- | -------------------- | -------- | -------- | -------- | ---- |
| 1                        | 6   | Nico Rosberg      | Mercedes             | 2:07.130 | 2:06.723 | 2:05.591 | 1    |
| 2                        | 44  | Lewis Hamilton    | Mercedes             | 2:07.280 | 2:06.609 | 2:05.819 | 2    |
| 3                        | 1   | Sebastian Vettel  | Red Bull-Renault     | 2:10.105 | 2:08.868 | 2:07.717 | 3    |
| 4                        | 14  | Fernando Alonso   | Ferrari              | 2:10.197 | 2:08.450 | 2:07.786 | 4    |
| 5                        | 3   | Daniel Ricciardo  | Red Bull-Renault     | 2:10.089 | 2:08.989 | 2:07.911 | 5    |
| 6                        | 77  | Valtteri Bottas   | Williams-Mercedes    | 2:09.250 | 2:08.451 | 2:08.049 | 6    |
| 7                        | 20  | Kevin Magnussen   | McLaren-Mercedes     | 2:11.081 | 2:08.901 | 2:08.679 | 7    |
| 8                        | 7   | Kimi Räikkönen    | Ferrari              | 2:09.885 | 2:08.646 | 2:08.780 | 8    |
| 9                        | 19  | Felipe Massa      | Williams-Mercedes    | 2:08.403 | 2:08.833 | 2:09.178 | 9    |
| 10                       | 22  | Jenson Button     | McLaren-Mercedes     | 2:10.529 | 2:09.272 | 2:09.776 | 10   |
| 11                       | 26  | Daniil Kvyat      | Toro Rosso-Renault   | 2:10.445 | 2:09.377 |          | 11   |
| 12                       | 25  | Jean-Éric Vergne  | Toro Rosso-Renault   | 2:09.811 | 2:09.805 |          | 12   |
| 13                       | 11  | Sergio Pérez      | Force India-Mercedes | 2:10.666 | 2:10.084 |          | 17   |
| 14                       | 99  | Adrian Sutil      | Sauber-Ferrari       | 2:11.051 | 2:10.238 |          | 19   |
| 15                       | 8   | Romain Grosjean   | Lotus-Renault        | 2:10.898 | 2:11.087 |          | 20   |
| 16                       | 17  | Jules Bianchi     | Marussia-Ferrari     | 2:11.051 | 2:12.470 |          | 13   |
| 17                       | 13  | Pastor Maldonado  | Lotus-Renault        | 2:11.261 |          |          | 14   |
| 18                       | 27  | Nico Hülkenberg   | Force India-Mercedes | 2:11.267 |          |          | 15   |
| 19                       | 4   | Max Chilton       | Marussia-Ferrari     | 2:12.566 |          |          | 16   |
| 20                       | 21  | Esteban Gutiérrez | Sauber-Ferrari       | 2:13.414 |          |          | 18   |
| 21                       | 45  | André Lotterer    | Caterham-Renault     | 2:13.469 |          |          | 21   |
| 22                       | 9   | Marcus Ericsson   | Caterham-Renault     | 2:14.438 |          |          | 22   |
| Tempo dos 107%: 2:16.029 |     |                   |                      |          |          |          |      |
| Fonte:                   |     |                   |                      |          |          |          |      |

### Corrida
| Pos.   | Nu. | Piloto            | Construtor           | Voltas | Tempo/Retirado      | Grid | Pontos |
| ------ | --- | ----------------- | -------------------- | ------ | ------------------- | ---- | ------ |
| 1      | 3   | Daniel Ricciardo  | Red Bull-Renault     | 44     | 1:24:36.556         | 5    | 25     |
| 2      | 6   | Nico Rosberg      | Mercedes             | 44     | +3.300              | 1    | 18     |
| 3      | 77  | Valtteri Bottas   | Williams-Mercedes    | 44     | +28.000             | 6    | 15     |
| 4      | 7   | Kimi Raikkonen    | Ferrari              | 44     | +36.800             | 8    | 12     |
| 5      | 1   | Sebastian Vettel  | Red Bull-Renault     | 44     | +52.100             | 3    | 10     |
| 6      | 22  | Jenson Button     | McLaren-Mercedes     | 44     | +54.500             | 10   | 8      |
| 7      | 14  | Fernando Alonso   | Ferrari              | 44     | +1:01.100           | 4    | 6      |
| 8      | 11  | Sergio Pérez      | Force India-Mercedes | 44     | +1:04.200           | 13   | 4      |
| 9      | 26  | Daniil Kvyat      | Toro Rosso-Renault   | 44     | +1:05.300           | 11   | 2      |
| 10     | 27  | Nico Hülkenberg   | Force India-Mercedes | 44     | +1:05.600           | 18   | 1      |
| 11     | 25  | Jean-Éric Vergne  | Toro Rosso-Renault   | 44     | +1:11.900           | 12   |        |
| 121    | 20  | Kevin Magnussen   | McLaren-Mercedes     | 44     | +1:14.200           | 7    |        |
| 13     | 19  | Felipe Massa      | Williams-Mercedes    | 44     | +1:15.900           | 9    |        |
| 14     | 99  | Adrian Sutil      | Sauber-Ferrari       | 44     | +1:22.400           | 14   |        |
| 15     | 21  | Esteban Gutiérrez | Sauber-Ferrari       | 44     | +1:30.800           | 20   |        |
| 16     | 4   | Max Chilton       | Marussia-Ferrari     | 43     | +1 volta            | 19   |        |
| 17     | 21  | Marcus Ericsson   | Caterham-Renault     | 43     | +1 volta            | 22   |        |
| 18     | 17  | Jules Bianchi     | Marussia-Ferrari     | 39     | Caixa de Câmbio     | 16   |        |
| Ret    | 44  | Lewis Hamilton    | Mercedes             | 38     | Abandono            | 2    |        |
| Ret    | 8   | Romain Grosjean   | Lotus-Renault        | 33     | Abandono            | 15   |        |
| Ret    | 13  | Pastor Maldonado  | Lotus-Renault        | 1      | Escapamento         | 17   |        |
| Ret    | 45  | André Lotterer    | Caterham-Renault     | 1      | Unidade de Potência | 21   |        |
| Fonte: |     |                   |                      |        |                     |      |        |

Notas
- ↑1  – Kevin Magnussen, que havia terminado em sexto lugar, foi penalizado com um acréscimo de 20 segundos em seu tempo total de corrida, por não deixar espaço em disputa contra Fernando Alonso (Ferrari) nas últimas voltas.[5]

## Volta de Liderança
- Daniel Ricciardo : 36 (8-11) e (13-44)
- Nico Rosberg : 6 (2-7)
- Valtteri Bottas : 1 (12)
- Lewis Hamilton : 1 (1)

## Tabela do campeonato após a corrida
Somente as cinco primeiras posições estão incluídas nas tabelas.
| Pos | Piloto           | Pontos | Var     |
| --- | ---------------- | ------ | ------- |
| 1   | Nico Rosberg     | 220    | Estável |
| 2   | Lewis Hamilton   | 191    | Estável |
| 3   | Daniel Ricciardo | 156    | Estável |
| 4   | Fernando Alonso  | 121    | Estável |
| 5   | Valtteri Bottas  | 110    | Estável |

| Pos | Construtor        | Pontos | Var     |
| --- | ----------------- | ------ | ------- |
| 1   | Mercedes          | 411    | Estável |
| 2   | Red Bull          | 254    | Estável |
| 3   | Ferrari           | 160    | Estável |
| 4   | Williams-Mercedes | 150    | Estável |
| 5   | McLaren-Mercedes  | 105    | 1       |